# Charly Gaul
Charly Gaul (ur. 8 grudnia 1932 w Pfaffenthal, zm. 6 grudnia 2005 w Luksemburgu) – luksemburski kolarz szosowy i przełajowy, zwycięzca Tour de France i Giro d’Italia, brązowy medalista szosowych mistrzostw świata.

## Kariera
Przed rozpoczęciem zawodowej kariery kolarskiej pracował jako rzeźnik. W 1952 roku zajął drugie miejsce w Österreich-Rundfahrt, a rok później odniósł pierwsze zawodowe zwycięstwo. W 1954 roku zdobył brązowy medal w wyścigu ze startu wspólnego podczas mistrzostw świata w Solingen. W zawodach tych wyprzedzili go jedynie Francuz Louison Bobet oraz Szwajcar Fritz Schär. W tym samym roku wygrał również jeden etap w Dauphiné Libéré.
Jego największe sukcesy są związane z jazdą w górach. Miał opinię specjalisty od ścigania się w górach, szczególnie w chłodne i deszczowe dni. Dobrze jeździł również indywidualnie na czas. Umiejętności te zapewniły mu liczne sukcesy w najbardziej prestiżowych wyścigach kolarskich świata – Tour de France i Giro d’Italia.
Swoich dwóch pierwszych startów w Tour de France (1953 i 1954) nie ukończył. W 1955 roku zajął w klasyfikacji generalnej tego wyścigu trzecie miejsce, dodatkowo wygrywając klasyfikację górską i dwa etapy. W 1956 roku triumfował w Giro (oprócz klasyfikacji generalnej był najlepszy wśród „górali” i wygrał trzy etapy), ale sukces ten kosztował go nieco gorszy występ we Francji – Tour zakończył na 13. miejscu (ponownie wygrał dwa etapy i klasyfikację górską). W 1957 roku wycofał się z Tour de France już po drugim dniu imprezy.
Największy sukces odniósł w 1958 roku. Do trzeciego miejsca w Giro dołączył triumf w klasyfikacji generalnej Tour de France, z czterema zwycięstwami etapowymi (w tym trzema w jeździe indywidualnej na czas). Decydujący atak na pozycję lidera przeprowadził na ostatnim etapie alpejskim, w którym pokonał Raphaëla Géminianiego o 15 minut.
W 1959 roku po raz drugi wygrał Giro d’Italia, natomiast we Francji zajął 12. miejsce, z jednym wygranym etapem. Rok później nie wystąpił w Tour de France, a w 1961 roku ponownie zajął 3. miejsce; mimo zmagań z kontuzją wygrał jeden etap, a przed ostatnim etapem zajmował pozycję wicelidera; obsunął się o jedną lokatę po ataku Guido Carlesiego, który złamał tradycję „etapu przyjaźni”. W 1962 roku nie wygrał żadnego etapu Tour de France i w klasyfikacji generalnej zajął 9. miejsce; słabszy start miał związek z „formułą narodową” tej edycji – pochodzący z małego kraju Gaul nie mógł liczyć na wsparcie równie silnej drużyny jak jego włoscy, francuscy czy hiszpańscy rywale. Ostatni raz wystartował w Tourze w 1963, nie kończąc wyścigu; pod koniec kariery był ponadto trzeci (1960) i czwarty (1961) w Giro d’Italia.
Ponadto odniósł zwycięstwa w Tour de Luxembourg (1956, 1959, 1961). Wygrał również m.in. Circuit des 6 Provinces (1954) i Tour du Sud-Est (1955).

## Po zakończeniu kariery
W 1963 roku zdecydował się zakończyć karierę sportową; podjął jeszcze nieudaną próbę powrotu do kolarstwa dwa lata później. Przez pewien czas prowadził kawiarnię w centrum miasta Luksemburg, następnie przeniósł się na prowincję, gdzie spędził niemal ćwierć wieku. W 1989 roku został zaproszony do udziału w uroczystościach związanych z przejazdem Tour de France przez Luksemburg; od tego czasu wielokrotnie uczestniczył w podobnych imprezach promujących kolarstwo. W październiku 2002 r. wziął udział w spotkaniu byłych mistrzów Touru z okazji 100-lecia wyścigu. Pięciokrotnie wybierany na sportowca roku w Luksemburgu w czasie aktywności kolarskiej, w 1999 roku prasa sportowa uznała go za sportowca stulecia. Zmarł dwa dni przed ukończeniem 73 lat na zator płucny.